# Hans Georg von Arnim
Hans Georg von Arnim (Boitzenburger Land, 1583 – Dresda, 28 aprile 1641) è stato un generale tedesco della Guerra dei trent'anni.

## Biografia
Nato nel Brandeburgo, iniziò la carriera militare con gli svedesi sotto Gustavo Adolfo (1613-17), con i Polacchi (1621), con l'esercito imperiale di Wallenstein (1626) quando divenne maresciallo di campo, impegnandosi nell'assedio di Stralsund; al servizio dell'Elettore di Sassonia (1631-35, 1638-41). Essendo un luterano severo Arnim si dimise dalla commissione imperiale di cui era membro per protesta contro l'Editto di Restituzione (1629). Da allora in poi lui lavorò per la creazione di una "terza fazione" diretta dall'Elettore di Sassonia per mantenere l'equilibrio tra l'imperatore e la Svezia, la Francia, e la Spagna, e per un piano di pacificazione generale. Lasciò l'esercito sassone nel 1635 in segno di protesta per la Pace di Praga. Fu arrestato dagli svedesi (1637), ma riuscì a fuggire e fu riabilitato nell'esercito sassone (1638); morì nel 1641, mentre si preparava a cacciare francesi e svedesi dal suolo tedesco.